# Juan José Moral
Juan José Moral Arnaiz (* 20. August 1951 in Legazpi) ist ein ehemaliger spanischer Radrennfahrer und nationaler Meister im Radsport.

## Sportliche Laufbahn
Moral war Straßenradsportler. Er war Teilnehmer der Olympischen Sommerspiele 1976 in Montreal. Im olympischen Straßenrennen kam er auf den 33. Platz. Bei den Mittelmeerspielen 1975 gewann er die Silbermedaille im Mannschaftszeitfahren.
1975 siegte er in der nationalen Meisterschaft im Straßenrennen der Amateure, 1971 wurde er Vize-Meister. Den Titel im Einzelzeitfahren gewann er 1976. 1974 und 1975 startete er bei den Straßenradsport-Weltmeisterschaften. 1975 gewann er eine Etappe in der Internationalen Friedensfahrt, die er auf dem 16. Platz und damit als bester Spanier beendete. Er war der erste spanische Radrennfahrer, der eine Etappe der Friedensfahrt gewinnen konnte.
Nach den Olympischen Spielen wurde er Berufsfahrer im Radsportteam Super Ser und blieb bis 1977 als Radprofi aktiv. 1976 wurde er Zweiter der Irland-Rundfahrt hinter Sean Kelly.